# SV Rasensport-Preußen Königsberg
Der SV Rasensport-Preußen Königsberg war ein deutscher Sportverein der ostpreußischen Hauptstadt Königsberg. Der Verein wurde 1905 als SC Preußen Königsberg gegründet, 1920 erfolgte eine Fusion mit dem VfR (Verein für Rasensport) Königsberg, dem SC Favorit Königsberg und dem RSV Ostmark Königsberg (basiert selbst aus einer Fusion 1911 vom FC Germania Königsberg und dem SC Brandenburg Königsberg).

## Geschichte

### Vorgängervereine

#### SC Preußen Königsberg
Der SC Preußen Königsberg wurde 1905 gegründet, ein Spielbetrieb im Baltischen Rasen- und Wintersport-Verband fand jedoch erst ab der Spielzeit 1911/12 statt, wo der Verein in die 4. Klasse Königsberg eigenordnet wurde und der sofortige Aufstieg in die 3. Klasse Königsberg gelang. Auch diese Spielklasse konnte sofort gewonnen werden, so dass der Verein 1913/14 in der 2. Klasse Königsberg antrat. Im durch den Ersten Weltkrieg unregelmäßig durchgeführten Spielbetrieb wurde 1916/17 in der Königsberger Liga gespielt. 1919/20 spielte der SC Preußen Königsberg in der erstklassigen 1. Klasse Königsberg und erreichte den vierten Platz von sechs teilnehmenden Mannschaften.

#### SC Favorit Königsberg
Der SC Favorit Königsberg wurde im Januar 1910 gegründet und hatte laut DFB-Jahrbuch anfangs 19 Mitglieder. Zur Spielzeit 1910/11 erfolgte die Einreihung in die 3. Klasse Königsberg. Diese Liga konnte 1911/12 gewonnen werden, im Jahr darauf wurde Favorit Königsberg Meister der 2. Klasse Königsberg, so dass der Durchmarsch in die erstklassige 1. Klasse Königsberg gelang. In dieser wurde der Verein 1913/14 Letztplatzierter der Gruppe A, während des Ersten Weltkrieges ist 1914/15 noch ein Spielbetrieb in der 1. Klasse überliefert.

#### VfR Königsberg
Der VfR Königsberg spielte 1919/20 in der erstklassigen 1. Klasse Königsberg und erreichte den fünften Tabellenplatz. Ein vorheriger Spielbetrieb oder etwaige Vorgängervereine sind zurzeit nicht überliefert.

#### RSV Ostmark Königsberg
Der RSV Ostmark Königsberg entstand am 23. April 1911 aus einer Fusion vom FC Germania Königsberg mit dem SC Brandenburg Königsberg, wenige Mitglieder verblieben bei Germania Königsberg. 
Germania wurde 1905 gegründet und wurde zur Spielzeit 1906/07 in die 2. Klasse Königsberg eingeordnet, in der der Verein mehrere Jahre verblieb. 1909 hatte der Verein laut DFB-Jahrbuch 44 Mitglieder. In der Spielzeit 1909/10 verlor Germania zwar das Entscheidungsspiel am 17. Oktober 1909 um die Meisterschaft der 2. Klasse gegen die zweite Mannschaft vom SV Prussia-Samland Königsberg mit 3:4, da die zweite Mannschaft jedoch nicht aufstiegsberechtigt gewesen ist, stieg Germania Königsberg in die Erstklassigkeit auf. Die Spielzeit 1910/11 endete mit dem letzten Tabellenplatz, das Relegationsspiel gegen die zweite Mannschaft des VfB Königsberg ging mit 1:4 verloren. Wieder hatte Germania Glück, da weiterhin zweite Mannschaften nicht in die 1. Klasse aufsteigen durften, verblieb der Verein in der Liga.
Der SC Brandenburg Königsberg wurde zur Spielzeit 1910/11 in die 2. Klasse eingeordnet. Nach der Fusion zu Ostmark Königsberg verblieb der Verein bis zum Ersten Weltkrieg in der obersten Spielklasse. 1915/16 konnte in der Königsberg Liga der erste Platz erreicht werden.

### Rasensport-Preußen Königsberg
1920 erfolgte die Fusion zur Spielvereinigung Rasensport-Preußen Königsberg, der Verein übernahm den Startplatz in der ersten Liga von seinen Vorgängervereinen. 1920/21 und 1922/23 wurde der Verein Zweiter in Königsberg ohne jedoch dem Seriensieger VfB Königsberg ernsthaft Konkurrenz zu machen. Die Qualifikation in die zur Spielzeit 1926/27 neu eingeführte oberste Ostpreußenliga verpasste der Verein zwar, der dritte Tabellenplatz aus der Spielzeit 1925/26 berechtigte jedoch zur Teilnahme an den Aufstiegsspielen 1926/27, die erfolgreich gestaltet werden konnten. In der Saison 1927/28 zog der SV Rasensport-Preußen Königsberg seine Mannschaft jedoch nach zehn Spieltagen aus wirtschaftlichen Gründen aus der Ostpreußenliga zurück und wechselte in die zweitklassige Kreisliga Königsberg. Nachdem 1930 die Ostpreußenliga aufgelöst wurde und durch drei regionale Ligen ersetzt wurden, gelang Rasensport-Preußen Königsberg der Sprung zurück in die Erstklassigkeit. Hier erreichte der Verein bis zur Auflösung der Verbandes Mittelfeldplatzierungen.
Nach Machtübernahme der Nationalsozialisten 1933 wurden die Fußballverbände aufgelöst und durch Fußballgaue ersetzt. Die vier besten Mannschaften aus der ursprünglich für die baltische Fußballendrunde 1933/34 vorgesehene Abteilungsliga Königsberg qualifizierten sich für die neu eingeführte Gauliga Ostpreußen. Da Rasensport-Preußen Königsberg den zweiten Platz erreichte, qualifizierte sich der Verein somit für die Gauliga Ostpreußen 1933/34. In dieser erreichten die Königsberger den vierten Platz. In der folgenden Saison wurde Rasensport-Preußen Königsberg letzter, der Abstieg wurde nur vermieden, da die Gauliga Ostpreußen zur kommenden Saison von 14 auf 28 Mannschaften aufgestockt wurde und es demzufolge in dieser Saison keinen Absteiger gab. Nach einem dritten Platz in der Saison 1935/36 im Bezirk Königsberg folgte der größte Erfolg der Königsberger, als sie 1936/37 noch vor dem VfB Königsberg und Prussia-Samland Königsberg Erster ihrer Gauligagruppe wurden und somit in die Gauendrunde einziehen konnten. Nach sechs Spielen wurde Königsberg nur knapp Zweiter hinter dem SV Hindenburg Allenstein und verpasste somit knapp das Gauendspiel. In der Saison 1938/39 wurde Rasensport-Preußen Königsberg Letzter und stieg erstmals aus der Gauliga ab. Der Wiederaufstieg gelang zwar zur Saison 1940/41, jedoch zogen sich die Königsberger kriegsbedingt bereits vor dem Start der Saison wieder zurück.
Nach dem Zweiten Weltkrieg wurde das bis dahin deutsche Königsberg von der Sowjetunion annektiert. Rasensport-Preußen Königsberg wurde, wie auch alle übrigen deutschen Vereine und Einrichtungen, zwangsaufgelöst.